# Dillon Gee
;*Major League Baseball
 
- Nippon Professional Baseball

Dillon Kyle Gee (Cleburne, 28 aprile 1986) è un ex giocatore di baseball statunitense.

## Carriera

### Inizi e Minor League
Gee frequentò la Cleburne High School di Cleburne nel Texas, sua città natale, e dopo aver ottenuto il diploma si iscrisse all'Università del Texas di Arlington. Da lì fu selezionato al 21º giro del draft MLB amatoriale del 2007, come 663a scelta, dai New York Mets. Iniziò nella New York-Penn League A stagione corta con i Brooklyn Cyclones. Concluse con il record di 3 vittorie e una sconfitta, 2.47 di media PGL (ERA) e .249 alla battuta contro di lui in 14 partite di cui 11 da partente (62.0 inning). Nel 2008 giocò con due squadre finendo con 10 vittorie e 6 sconfitte, 2.92 di ERA e .237 alla battuta contro di lui in 25 partite tutte da partente (154.1 inning).
Nel 2009 con i Buffalo Bisons AAA, si lacerò un legamento della spalla destra il 25 maggio. Chiuse in anticipo con una vittoria e 3 sconfitte, 4.10 di ERA e .253 alla battuta contro di lui in 9 partite tutte da partente con un incontro giocato interamente (48.1 inning). A fine anno come programma di riabilitazione andò a giocare nella lega professionistica di Porto Rico ottenendo brillanti risultati. Nel 2010 con i Bisons chiuse con 13 vittorie e 8 sconfitte con una ERA di 4.96 e .275 alla battuta contro di lui in 28 partite tutte da partente (161.1 inning).
Nel 2011 ancora con i Bisons ottenne una vittoria e una sconfitta con 4.63 di ERA e .171 alla battuta contro di lui in 2 partite da partente (11.2 inning).

### Major League

#### New York Mets (2010-2015)

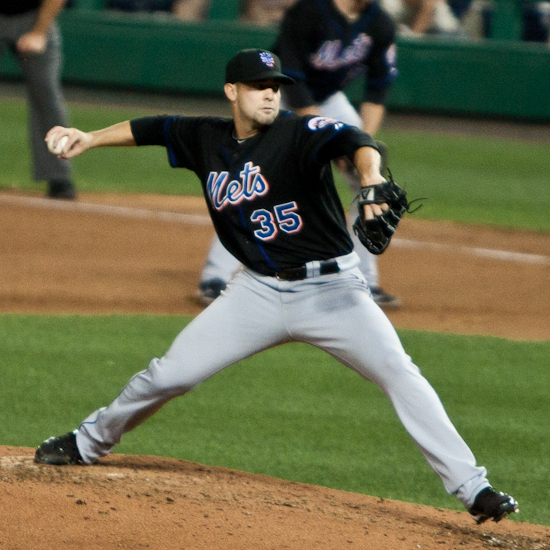
Gee con i Mets nel 2010

Debuttò nella MLB il 7 settembre 2010, al Nationals Park di Washington contro i Washington Nationals, in 7 inning concesse due valide e ottenne il primo punto battuto a casa (RBI) della carriera. Concluse la sua prima stagione con 2 vittorie e 2 sconfitte, una ERA di 2.18 e .212 alla battuta contro di lui in 5 partite tutte da partente (33.0 inning). Nel 2011, dopo 9 partite dall'inizio della stagione, Gee ottenne un record di 7 vittorie e nessuna sconfitta. Concluse la stagione con 13 vittorie e 6 sconfitte, 4.43 di ERA e .248 alla battuta contro di lui in 30 partite di cui 27 da partente con un incontro giocato interamente (160.2 inning).
Nel 2012 iniziò la stagione come 5° lanciatore titolare. Dopo una ERA di 5.65 nelle prime 7 partite, il 23 aprile contro i San Francisco Giants subì il record passivo di ben 12 valide. Andò meglio nelle due partite successive contro i Toronto Blue Jays e i San Diego Padres dove ottenne due vittorie. Il 10 luglio fu ricoverato in ospedale a causa di vari tremolii alle dita della mano. Dopo un'analisi fu riscontrato un couagulo nell'arteria nella spalla destra, lo stesso giorno fu messo sulla lista infortunati. Dopo 3 giorni venne operato per rimuovere il coagulo e riparare l'arteria danneggiata. Chiuse la stagione con 6 vittorie e 7 sconfitte con 4.10 di ERA e .256 alla battuta contro di lui in 17 partite tutte da partente (109.2 inning). Nel 2013 chiuse la stagione con 12 vittorie e 11 sconfitte, 3.62 di ERA e . 268 alla battuta contro di lui in 32 partite tutte da partente (9° nella National League) con 2 incontri giocati interamente (5° nella NL) (199.0 inning).
Il 17 gennaio 2014 firmò in arbitrariato un contratto annuale per 3,625 milioni di dollari. Il 31 marzo giocò l'opening day della nuova stagione dei Mets, contro i Washington Nationals. Il 16 aprile nella vittoria per 5-2 contro gli Arizona Diamondbacks, ottenne la sua prima vittoria stagionale, giocando 7.0 inning con 3 strikeout, 3.71 di ERA e 3 valide concesse. Inoltre fece l'RBI importante per la vittoria nel 6° inning. Il 27 dello stesso mese ottenne la seconda vittoria stagionale con i Miami Marlins, giocando 8.0 inning con 2.88 di ERA, 6 strikeout, 4 basi concesse e 3 valide subite. Il 4 maggio contro i Colorado Rockies fece la sua terza vittoria stagionale, fermando la serie di tre sconfitte consecutive per i Mets. Giocò 6.0 inning con 2.51 di ERA, 5 strikeout, una base concessa, 6 valide e nessun punto subito.

#### Kansas City Royals (2016)
Il 14 dicembre 2015 viene acquistato dai Kansas City Royals.

#### Texas Rangers (2017)
Il 17 gennaio 2017, Gee firmò un contratto di minor league con i Texas Rangers. He elected free agency on June 18, 2017.

#### Minnesota Twins (2017)
Il 20 giugno 2017, Gee firmò. a stagione in corso, un nuovo contratto di minor league con i Minnesota Twins. Il 23 giugno fu chiamato in prima squadra dai Twins.

### Nippon Pro Baseball e ritiro (2018-2019)
Il 4 gennaio 2018, Gee firmò un anno di contratto con i Chunichi Dragons, squadra giapponese militante nella Nippon Professional Baseball, per 120 milioni di Yen (1.06 milioni di dollari).
Gee annunciò il suo ritiro dal baseball professionistico il 28 gennaio 2019.

## Stili di lancio
Gee attualmente effettua 5 tipi di lanci:
- Prevalentemente una Sinker (89 miglia orarie di media) e una Fourseam fastball (90 mph di media)
- Alternandola con una Change (83 mph di media), una Slider (84 mph di media)  e una Curve usando una presa Knuckle Curve (76 mph di media).

## Premi
- Mid-Season All-Star Florida State League (2008)
- Lanciatore dell'anno della lega professionistica Porto Rico (2009)
- Post-Season All-Star della lega professionistica di Porto Rico (2009).

## Numeri di maglia indossati
- n° 35 con i New York Mets (2010-2015)
- n° 53 con i Kansas City Royals (2016)
- n° 36 con i Texas Rangers (2017)
- n° 35 con i Minnesota Twins (2017)
- n° 60 con i Chunichi Dragons (2018)